# Battaglia di Belvoir
La battaglia di Belvoir, combattuta nel 1182 presso l'omonimo castello, un esercito cristiano guidata da Baldovino IV di Gerusalemme sconfisse le forze musulmane guidate da Saladino. Con questo scontro, i cristiani impedirono eventuali conquiste musulmane, sia pur a costo di saccheggi da parte dei nemici. Questo mostrava come l'esercito crociato non avesse una piena superiorità sui nemici e che poteva bastare qualche errore per arrivare a perdere tutto, come avverrà a Ḥaṭṭīn.

## Contesto storico
Saladino era stato nominato comandante delle truppe siriane in Egitto e visir del califfo fatimide nel 1169. Iniziò lentamente ad estendere il suo controllo sugli emirati musulmani in Siria precedentemente detenuti da Nur al-Din. Nel 1177 Saladino organizzò un'importante invasione del Regno di Gerusalemme dall'Egitto ma essa fu fermata dalla vittoria di Baldovino IV (il "Re lebbroso") nella battaglia di Montgisard. Saladino si prese una parziale rivincita nel 1179, quando sconfisse Baldovino nella Battaglia di Marj Ayyun in Libano.
Nel 1180, il Saladino organizzò una tregua tra lui e i due leader cristiani, Baldovino e Raimondo III di Tripoli, ma due anni dopo, il signore del feudo transgiordano di Kerak, Rinaldo di Châtillon, attaccò e predò le carovane musulmane che passavano vicino alle sue terre. Infuriato per questa violazione della tregua, Saladino radunò immediatamente le sue truppe e si preparò a colpire.

## Antefatti
L'11 maggio 1182 Saladino lasciò l'Egitto e condusse il suo esercito a nord verso Damasco passando per Ayla sul Mar Rosso. Mentre si dirigeva a nord, il suo esercito entrò nelle terre appartenenti ai feudi in cui si ergevano le fortezze di Montréal e del Krak. Saladino si accampò a Jerba ed effettuò incursioni contro la piazzaforte di Montréal, che causarono gravi danni alle colture. I signori crociati studiarono il modo migliore per rispondere al sultano curdo: se attraversare o meno il fiume Giordano per proteggere i feudi esposti. Raimondo di Tripoli si oppose a questa strategia, sostenendo che avrebbe lasciato pochi soldati per proteggere il regno. Ma Baldovino contestò Raimondo e l'esercito crociato si spostò a Petra, nella Transgiordania, difendendo così le terre del suo vassallo Rinaldo di Châtillon.
Nel frattempo, il nipote di Saladino, Farrūkh-Shāh, guidò un esercito da Damasco per devastare l'ormai indifeso Principato latino di Galilea. In questa incursione, gli emiri di Bosra, Baalbek e Homs e i loro seguaci si unirono a lui e, prima di tornare a Damasco, i razziatori espugnarono il castello di Habis Jaldak (ʿAyn Ḥabīs, la sorgente del Ḥabīs) nella valle del Yarmūk, strappandolo alla debole guarnigione crociata.
Fuori nella Transgiordania, gli eserciti principali ancora si fronteggiavano. I crociati organizzarono un piano per occupare i vari punti d'acqua, per forzare il Saladino a rimanere nelle aree desertiche, ma non furono in grado di portarlo a termine. Il comandante musulmano si spostò verso nord e raggiunse Damasco il 22 giugno. I crociati riattraversarono il Giordano in Galilea e concentrarono il loro esercito a Ṣuffūriyya, sei miglia a nord-ovest di Nazareth.
Dopo un periodo di tre settimane di respiro, il comandante musulmano uscì da Damasco l'11 luglio e si diresse su al-Quhwana, sulla riva meridionale del Mar di Galilea. Da lì inviò le armate per razziare la valle del Giordano, il Grand Gerin (Jenin) e il distretto di San Giovanni d'Acri. Una colonna attaccò Bethsan ma venne sconfitta. Saladino con l'esercito principale attraversò il lato occidentale del Giordano e si spostò a sud lungo l'altopiano.

## Battaglia

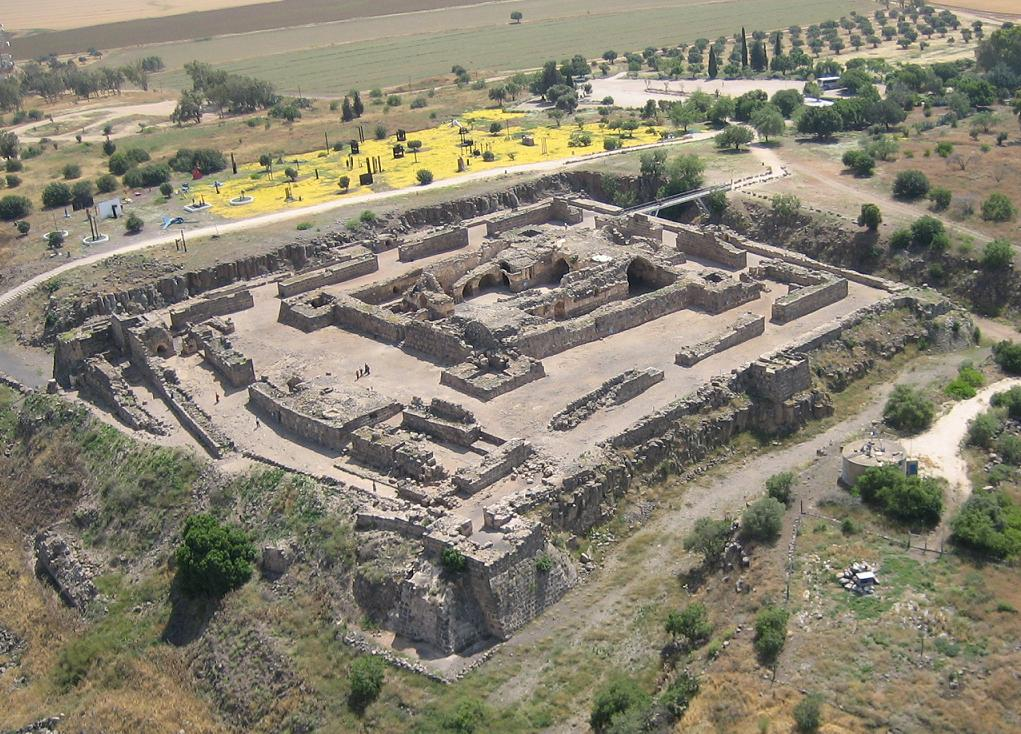
Le rovine del castello viste dall'alto

Non appena le pattuglie di ricognizione si accorsero della manovra del comandante musulmano, i franchi decisero di spostare il loro esercito in stretto contatto con il nemico. Dopo aver aggiunto rinforzi spogliando i castelli nelle vicinanze della maggior parte delle loro guarnigioni, l'esercito dei crociati marciò verso Tiberiade e poi virò verso sud. Nelle vicinanze del castello di Belvoir gli uomini di Baldovino passarono la notte nel loro campo strettamente sorvegliato. Il mattino seguente, l'esercito ayyubide affrontò i crociati.
I crociati avanzarono nella loro solita formazione quando erano in contatto con i loro nemici. La fanteria marciava in stretto ordine, con i lancieri che proteggevano dall'attacco diretto e con gli arcieri che tenevano i musulmani a una certa distanza. Protetta dai fanti, la cavalleria si conformava al ritmo della fanteria, pronta a respingere i nemici con attacchi controllate. I crociati avevano usato con successo questa strategia nella battaglia di Shayzar (nel 1111) e nella battaglia di Bosra (1147).
Da parte loro, i soldati del Saladino cercarono di distruggere la formazione dei crociati facendo piovere frecce dai loro arcieri a cavallo, da attacchi parziali e da finte ritirate. In questa situazione, i crociati non potevano combattere una battaglia campale né fermarsi. Saladino interruppe la battaglia in corso e tornò a Damasco.

## Conseguenze
Saladino organizzò una flotta egiziana per attaccare Beirut. Non appena i suoi esploratori avvistarono la flotta dalle montagne libanesi, Saladino lasciò Damasco, marciò attraverso il Passo di Munaitra e assediò Beirut. Allo stesso tempo, un esercito giunto dall'Egitto fece irruzione nella parte meridionale del regno, provocando ulteriori danni. Baldovino richiamò il suo esercito a Ṣuffūriyya e marciò verso Tiro,  e organizzò un tentativo per liberare il porto di Beirut sia via terra sia via mare. Quando Saladino venne a sapere di questi sforzi, rinunciò all'assedio e pose fine alla sua campagna nell'agosto del 1182.
L'infaticabile Saladino passò i successivi dodici mesi a fare campagne in Siria e Mesopotamia, aggiungendo Aleppo e altre città al suo impero in crescita e invase nuovamente il Regno di Gerusalemme nel settembre del 1183. Libero dal suo avversario, nell'ottobre del 1182 Baldovino recuperò Habis Jaldak nella Transgiordania, a dicembre Raimondo di Tripoli lanciò un'incursione nella stessa area e Baldovino organizzò un esercito a poche miglia da Damasco.  Non molto tempo dopo, Baldovino fu completamente reso incapace dalla lebbra e fu costretto a nominare reggente il marito della sua sorellastra Sibilla, Guido di Lusignano.